# Reactor nuclear de neutrons ràpids

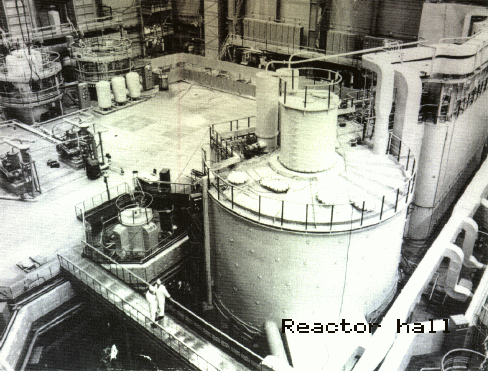
El reactor de neutrons ràpids BN-350 a Aktau, Kazakhstan. Va funcionar entre 1973 i 1994.

esquema del reactor ràpid refrigerat per plom

Un reactor de neutrons ràpids (FNR) o reactor d'espectre ràpid o simplement un reactor ràpid és una categoria de reactors nuclears en què la reacció en cadena de fissió és sostinguda per neutrons ràpids (que transporten energies superiors a 1 MeV, de mitjana), a diferència neutrons tèrmics lents utilitzats en reactors de neutrons tèrmics. Un reactor tan ràpid no necessita moderador de neutrons, però requereix combustible que és relativament ric en material fissible en comparació amb el requerit per a un reactor de neutrons tèrmics. S'han construït al voltant de 20 reactors ràpids terrestres, acumulant més de 400 anys de funcionament a tot el món. El més gran d'aquest va ser el reactor ràpid refrigerat Superphénix Sodium a França que va ser dissenyat per lliurar 1.242 MWe. Els reactors ràpids s'han estudiat intensament des de la dècada de 1950, ja que ofereixen certs avantatges respecte a la flota existent de reactors refrigerats per aigua i moderats per aigua. Aquests són:
- Quan es produeix una fissió, resultant de l'absorció d'un neutró ràpid, es produeixen més neutrons que el procés comparable amb neutrons lents (tèrmics o moderats). Per tant, la criticitat és més fàcil d'aconseguir que amb neutrons més lents.
- Tots els dissenys de reactors ràpids construïts fins a aquesta data utilitzen metalls líquids com a refrigerant, com ara el reactor ràpid de sodi i el reactor ràpid refrigerat per plom. Com que els punts d'ebullició d'aquests metalls són molt elevats, la pressió al reactor es pot mantenir a un nivell baix, la qual cosa millora considerablement la seguretat.
- Com que les temperatures al nucli també poden ser substancialment més altes que en un disseny refrigerat per aigua, aquests reactors tenen una eficiència termodinàmica més gran; un percentatge més gran de la calor generada es converteix en electricitat utilitzable.
- Els àtoms més pesats que l'urani tenen una probabilitat molt més gran de fissió amb un neutró ràpid que amb un tèrmic. Això significa que l'inventari d'àtoms més pesats en el corrent de residus nuclears, per exemple el curi, es redueix molt, la qual cosa comporta un requisit de gestió de residus substancialment menor.

A la iniciativa GEN IV, aproximadament dos terços dels reactors proposats per al futur utilitzen un espectre ràpid per aquests motius.

## Processos de fissió
Els reactors ràpids funcionen per la fissió de l'urani i altres àtoms pesats, similars als reactors tèrmics. No obstant això, hi ha diferències crucials, derivades del fet que la majoria dels reactors nuclears comercials utilitzen un moderador, i els reactors ràpids no.

## Combustible
A la pràctica, mantenir una reacció en cadena de fissió amb neutrons ràpids significa utilitzar urani o plutoni relativament enriquits. La raó d'això és que les reaccions fissils es veuen afavorides a les energies tèrmiques, ja que la relació entre la secció transversal de fissió del 239
Pu i la secció transversal d'absorció del 238
U és de ~ 100 en un espectre tèrmic i 8 en un espectre ràpid. Les seccions transversals de fissió i absorció són baixes per a tots dos 239
Pu i 238
U a altes energies (ràpides), el que significa que és més probable que els neutrons ràpids passin a través del combustible sense interactuar que els neutrons tèrmics; per tant, es necessita més material fissil. Per tant, un reactor ràpid no pot funcionar amb combustible d'urani natural. No obstant això, és possible construir un reactor ràpid que genera combustible produint més del que consumeix. Després de la càrrega inicial de combustible, aquest reactor es pot repostar mitjançant un reprocessament. Els productes de fissió es poden substituir afegint urani natural o fins i tot empobrit sense més enriquiment. Aquest és el concepte de reactor de reproducció ràpida o FBR.

## Avantatges
Els reactors ràpids es consideren àmpliament un desenvolupament essencial a causa de diversos avantatges respecte als dissenys moderats. El tipus de reactor ràpid més estudiat i construït és el reactor ràpid refrigerat per sodi. Alguns dels avantatges d'aquest disseny es discuteixen a continuació; altres dissenys com el reactor ràpid refrigerat per plom i el FMSR, el reactor de sal fosa ràpida tenen avantatges similars.
- Un esdeveniment de fissió crea més neutrons que al reactor tèrmic. Això dona flexibilitat i permet la reproducció d'urani o tori.
- Com que 238
U absorbeix un neutró ràpid té una probabilitat d'un 11% de fissió, un percentatge important dels esdeveniments de fissió al reactor es produeixen amb aquest isòtop.
- Hi ha un bon equilibri entre la producció de neutrons a partir de la fissió, d'una banda, i els molts processos que els treuen de l'equació, de l'altra. Si la temperatura augmenta en un reactor ràpid, això tindrà dos efectes:
- # Ampliació Doppler de l'espectre de neutrons, i
- # un augment molt petit de la mida física del nucli del reactor.

## Desavantatges
Com que la majoria dels reactors ràpids fins ara s'han refrigerat amb sodi, plom o plom-bismut, aquí es descriuen els desavantatges d'aquests sistemes.
- Com a resultat de fer funcionar els reactors amb neutrons ràpids, la reactivitat del nucli està determinada per aquests neutrons, a diferència dels reactors moderats. En els reactors moderats, s'obté una quantitat significativa de control de la reactivitat a partir de neutrons retardats, que donen temps als operadors o ordinadors per ajustar la reactivitat. Com que els neutrons retardats pràcticament no tenen cap paper als reactors ràpids, calen altres mecanismes per al control de la reactivitat a molt curt termini (per exemple, en un segon) en reactors ràpids, que són l'expansió tèrmica i l'ampliació Doppler. La reactivitat a llarg termini s'obté a partir de barres de control, que s'omplen amb un material d'absorció de neutrons.
- Com que tot el reactor s'omple de grans volums de metall fos, el repostar no és trivial, ja que les eines òptiques (càmeres, etc.) no serveixen de res. Es necessiten eines robòtiques costoses, curosament calibrades i col·locades per a l'operació de recàrrega de combustible. A més, eliminar completament els elements de combustible del reactor no és fàcil.
- El fet que tot el reactor estigui ple d'un metall que tingui un punt de fusió molt superior a la temperatura ambient, tots els tubs, intercanviadors de calor i tot el volum del reactor s'han d'escalfar elèctricament, abans que pugui tenir lloc qualsevol operació nuclear. Tanmateix, una vegada que el reactor produeix calor, això ja no és preocupant.
- Fins ara, la majoria dels tipus de reactors ràpids han demostrat ser costosos de construir i operar, i no són molt competitius amb els reactors de neutrons tèrmics tret que el preu de l'urani augmenti dràsticament o els costos de construcció disminueixin. Es creu que, tenint en compte la percepció de l'eliminació de residus nuclears problemàtics, aquests reactors seran necessaris. Com que els costos moderats de construcció dels reactors estan augmentant (entre altres) a causa de mecanismes de seguretat cada cop més estrictes, això podria significar una millor viabilitat econòmica dels reactors ràpids.
- El sodi s'utilitza sovint com a refrigerant en reactors ràpids, perquè no modera gaire la velocitat dels neutrons i té una gran capacitat calorífica. No obstant això, crema i fa escuma a l'aire, encara que la reacció de combustió del sodi a l'aire no s'ha de confondre amb la reacció extremadament violenta del sodi i l'aigua. Les fuites de sodi poden encendre amb l'aire, causant dificultats en reactors com (per exemple , USS Seawolf (SSN-575) i Monju).